# أحمد عبد العال هريدي
أحمد محمد عبد العال هريدي (15 مايو 1906- 1 مارس 1984) هو مفتى الديار المصرية السابق، شغل المنصب في الفترة من 1960 إلى 1970.

## حياته ونشأته
ولد بناحية الفقاعي مركز ببا _ محافظة بني سويف في 15 مايو سنة 1906م، وحفظ القرآن الكريم بكتاب القرية، ثم جوده وعرف أحكامه، ولما ظهرت عليه علامات النجابة ألحقه والده بالأزهر الشريف ليكمل تعليمه فيه، فتلقى العلوم حتى حصل على الإجازة العالية، ثم تخصص في القضاء الشرعي سنة 1936م.

## مناصبه
عُين بالقضاء الشرعي منذ تخرجه، وتقلد معظم المناصب القضائية بالقاهرة، وأخذ يتدرج في المناصب حتى وصل إلى رئيس محكم، وبعد ضم المحاكم الشرعية إلى المحاكم الوطنية ألحق بها. تم اختياره مفتياً للديار المصرية في 2 محرم سنة 1380 هـ الموافق 26 يونيه سنة 1960م، ومكث بدار الإفتاء حتى بلغ سن التقاعد في سنة 1966م، إلا أنه نظراً لنجابته وعلمه استبقي مفتياً للديار المصرية حتى 11 ربيع الأول سنة 1390 هـ الموافق 17 مايو سنة 1970م. وقد عين فضيلته عضواً بمجمع البحوث الإسلامية، وعضواً بمجمع اللغة العربية، وعضواً بالمجلس الأعلى للشئون الإسلامية.

## وفاته
وقد تُوفي الشيخ في جمادي الآخر 1404 هجرية الموافق شهر مارس 1984م